# Манжелія
Манжелі́я — село в Україні, у Глобинській міській громаді Кременчуцького району Полтавської області. Населення на 2011 рік становить 929 жителів.

## Географія
Село Манжелія знаходиться на правому підвищеному березі річки Псла при впаданні в неї притоки Манжелії, за 45 км від центру громади Глобине, за 40 км від Кременчука, за 110 км від Полтави та за 20 км від залізничної станції Галещина. Вище за течією за 8 км розташовано село Заможне, нижче за течією за 2 км розташовано село Ламане, на протилежному березі — село Піски. Річка в цьому місці звивиста, утворює лимани, стариці та заболочені озера.
Село поділяється на «кутки»: Григорівку, Луки, Манжелію і Поділ, які до 1962 року були самостійними селами.

## Назва
Існує декілька версій походження назви села. Перша версія — це походження назви від невеличкої річки Манжелійки, найменування якої, імовірно має тюркський корінь.
У «Хрестоматії давньої української культури» у словнику старих і незрозумілих слів, слово «манжне» — означає сміливо, мужньо, слово «лія» — лити, струмок. Отже, можлива назва — «мужній струмок».
Журнал «Столица і усадьба» від 1914 року № 19-20 пише на своїх сторінках:
|  | «И только бесчисленные подземные ходы, изрезывающие всю внутренность Церковной горы, напоминают, что 400 лет назад здесь стояла грозная татарская крепость «Манжлык», оставившая название близлежащему имению.» |

Можливо, «Манжлик» походить від кримськотатарського «орманджылыкъ» (лісівництво, лісове виробництво).[джерело?]
Виходячи з цих даних Манжелії за 500 років.
Також існує легенда про місцеву дівчину Лію, яка врятувала односельців від татаро-монгольського хана Манжена, коли той, завоювавши село, забрав у полон красивих полонянок, серед яких приглянулась козачка Лія, що ціною своєї свободи попросила звільнити односельців, вийшовши за завойовника заміж. На честь великої любові завойовника і Лії нібито й назвали річку і село Манжелією.

## Історія
Територія Манжелії, як свідчать історичні документи, була заселена ще в першому столітті нашої ери. Про це свідчить виявлене поблизу села понад річкою Манжелійкою ранньослов'янське поселення Черняхівської культури.

### XVI—XVII століття
Уперше село згадується у кінці XVI століття серед королівських володінь Речі Посполитої як град Манджола або Манджолія. У 1622 році його віднесли до складу Черкаського староства. У польських документах воно називається «містечко Мандзяла» — «городище», у якому було на той час 16 дворів козацьких та 6 дворів посполитих. На карті французького мандрівника Боплана, складеній у першій половині XVII століття, воно значиться як слобода.
У 1626 році Манжелія стала власністю князів Вишневецьких. Після Хмельниччини 1648—1654 рр. містечко віднесено до Омельницької сотні Чигиринського полку. З 1667 року — до Кременчуцької сотні Миргородського полку. У 1726 році у місті Манжелійка уже налічувалося 266 дворів козаків, жителі яких підлягали гетьманському управлінню і вважалися не покріпаченими, а за ревізією 1729 року — 309 дворів, бо населення Манжелії швидко стало збільшуватися за рахунок утікачів із Правобережної України, які рятувалися від населеної шляхти.

### XVIII століття
15 червня 1743 року Манжелія стає власністю Миргородського полковника Василя Петровича Капніста (1737—1750). Він дозволив селитися вихідцям із інших сіл на подарованих йому землях і заснував Ламане, Піски, Миколаївку (нині Троїцьке), Василівку, Пузикове, Бригадирівку. Після його загибелі у 1757 році у Пруссії, землями володів його син Василь Васильович Капніст — письменник і культурний діяч.

### XIX століття
У 1841 році майже вся Манжелія з селами Ламане, Миколаївка та Піски перейшла у володіння Петра Миколайовича Капніста. Маєток Капніста на підвищеному березі Псла, у Манжелії жила незначна кількість його кріпаків, а переважна більшість — до 700 душ чоловічої статі — жили в Миколаївці. більшість населення містечка Манжелії складали козаки.
За даними перепису 1859 року тут налічувалось 445 дворів та 2409 чоловік населення — поміщицьких селян і козаків. Відбувався 1 ярмарок на рік. У цьому ж році тут була споруджена нова дерев'яна на мурованому фундаменті Преображенська церква, при якій існувала бібліотека та жіноча церковнопарафіяльна школа.
Манжелія перейшла у володіння Остроградським. У 80-х роках 19 ст. Манжелія стає центром Манжелівської волості, їй було підпорядковано 6 сіл і 10 хуторів: Григорівка, Броварки (Заможне), Ламане, Попівка, Троїцьке та Миколаївка (Фрунзівка), тут проживало 7963 чоловіки населення. У середині 90-х років у містечку 3 водяні млини, 5 крамниць, 4 ярмарки на рік.
На 1900 році в Манжелії налічувалось 422 господарства з населенням 2290 чоловік. Найчисленнішою була громада козаків. На початку XX ст., крім земського училища тут на весь церковний приход ще були 2 церковно-приходські школи: чоловіча і жіноча та невеличка церковна бібліотека.

### XX століття

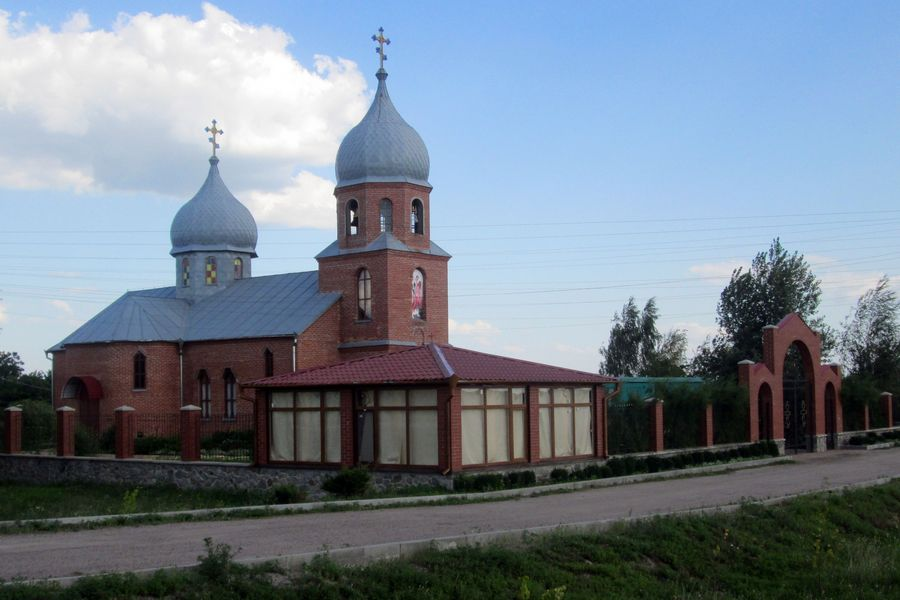
Манжелія. Церква Архангела Михаїла

З 1917 — у складі УНР. З 1921 — стабільний комуністичний режим. При чому під час першої і другої війни з УНР комуністи намагалися мобілізувати до своїх військ місцеве населення. Зокрема 15 липня 1919 року, у Манжелії почав формуватися кінно-піший артилерійський загін, під командуванням російського офіцера Федора Попова, у якому налічувалось понад 500 чоловік, у тому числі із Манжелії затягнули туди до 250 чоловік.
Для охорони громадського порядку створили волосну міліцію на чолі з Іваном Верховським.
7 березня 1923 року було створено Манжеліївський район. До його складу увійшли колишні Манжеліївська, Пісківська та Федорівська (Фидрівська) волості. У 1928 р. Манжеліївський район розформовано. До вересня 1930 село входило до складу Великокринківського району. З 2 вересня 1930 до Глобинського району.

У 1931 році на території сільської ради було 5 колгоспів, які стали головними модераторами терору голодом. 1932–1933 рр. значна частина населення гине під час голодомору, не було такої хати, яку оминула б смерть. Люди помирали навіть цілими сім'ями, а в поховальні ями багатьох кидали ще живими..
23 вересня 1941 року у Манжелію увійшли німці. Вони виїзд до Німеччини 169 чоловік. Відступаючи німці спалили на території Манжеліївської сільради всі громадські будівлі, у тому числі 259 хат. Понад 300 чоловік під час війни воювало у сталінському війську. Олексій Омелянович Чайка став Герой СРСР. 26 вересня 1943 році до Манжелії увійшли сталінські війська.
2 липня 1950 року всі колгоспи Манжеліївської сільради об'єдналися в одне господарство імені Калініна. На час об'єднання в ньому налічувалось 578 дворів з населенням 1711 чоловік.

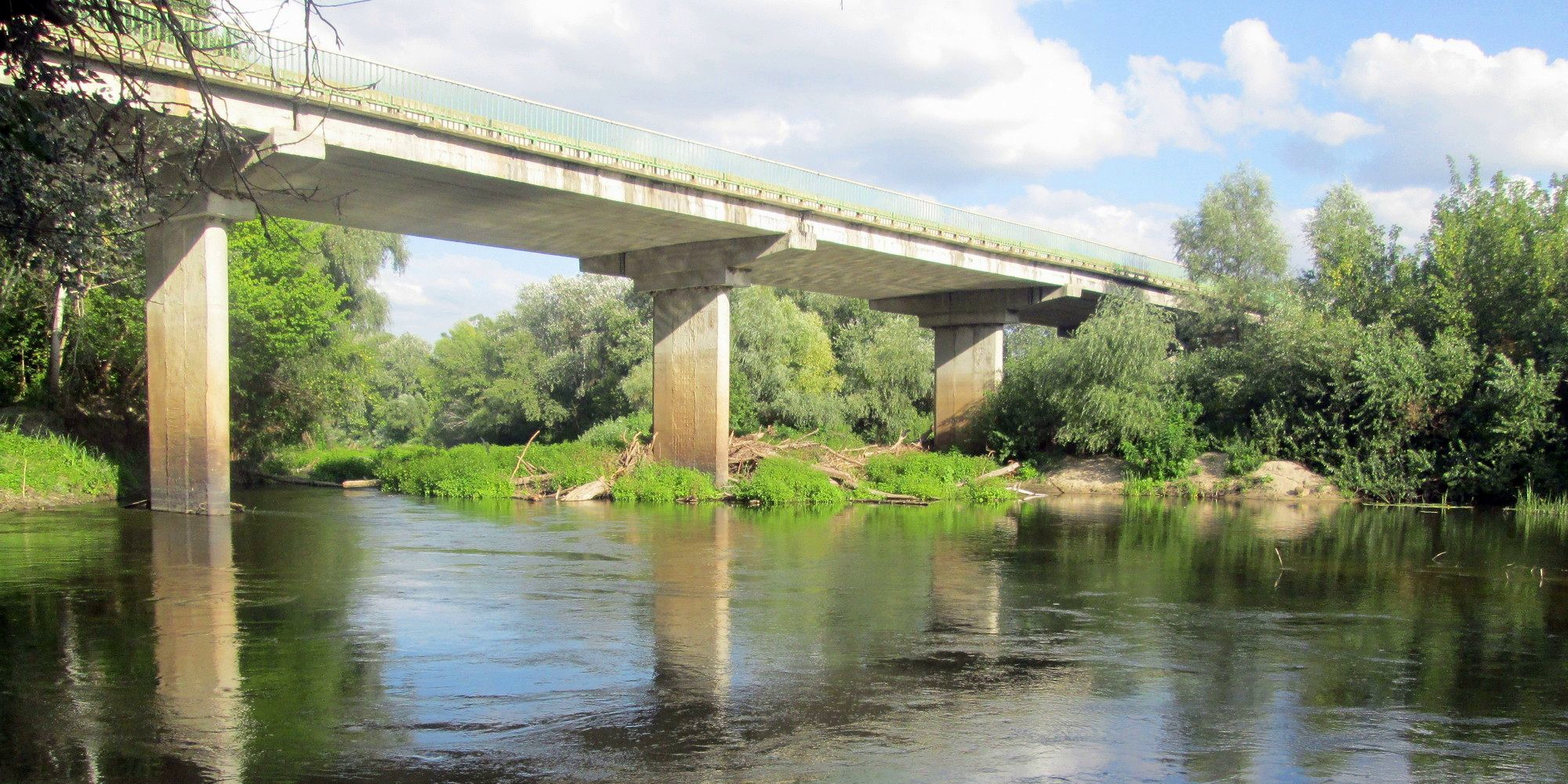
Міст через річку Псел

В 1967 році відкрито нове приміщення школи на 320 місць. яка працює й на даний час.
У 1960 було споруджено дільничну лікарню на 25 ліжок з хірургічним, терапевтичним, родильним та гінекологічним відділеннями. У селі працює амбулаторія з стоматологічним, фізіотерапевтичним кабінетами, працюють в селі також рентген-кабінет, клінічна лабораторія. Побудовано нове приміщення аптеки.
В 1958 — відкрито меморіальний комплекс, що складається з братської могили воїнів, які загинули у 1943, та пам'ятника воїнам-односельцям, що полягли на фронтах Другої світової війни.
У 1979 році створено Манжеліївський ботанічний заказник.
1991 у селі відновлено українську владу. У 1995 році пройшло розпаювання майна та землі. Того ж року збудовано міст через річку Псел.
4 грудня 2000 року відкрито православну церкву Архангела Михаїла, яку раніше розвалили сталіністи.
До 2020 орган місцевого самоврядування — Манжеліївська сільська рада.
12 червня 2020 року, відповідно до розпорядження Кабінету Міністрів України № 721-р «Про визначення адміністративних центрів та затвердження територій територіальних громад Полтавської області», село увійшло до складу Глобинської міської громади.
19 липня 2020 року, в результаті адміністративно - територіальної реформи та ліквідації Глобинського району, село увійшло до складу новоутвореного Кременчуцького району.

## Населення
Населення станом на 2011 року становить 929 жителів.
- 2011 — 929 жителів, 402 двори
- 2001 — 1079
- 1900 — 2290 жителів, 442 господарства
- 1859 — 2412 жителів, 445 дворів (Манжелівська волость — 7963 чоловік)
- 1729 — 309 дворів
- 1726 — 266 дворів козаків
- 1622 — 16 дворів козацьких та 6 дворів посполитих

### Мова
Розподіл населення за рідною мовою за даними перепису 2001 року:
| Мова       | Кількість | Відсоток |
| ---------- | --------- | -------- |
| українська | 1082      | 97.13%   |
| російська  | 30        | 2.69%    |
| білоруська | 1         | 0.09%    |
| румунська  | 1         | 0.09%    |
| Усього     | 1114      | 100%     |

## Економіка
Сільгосппідприємства та інші установи:
- ТОВ «Агрофірма Манжелія»
- філія «Глобинська рем. сільгосптехніка»
- фермерські господарства — 12 шт.
- Торговельні павільйони — 9 шт.
- автозаправочна станція АЗК ТОВ ВТФ «Авіас»

## Освіта

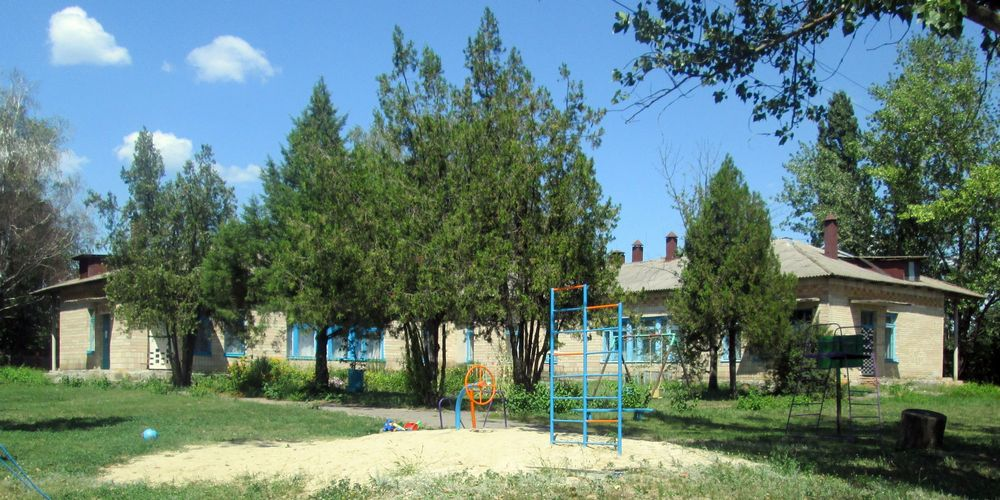
Дитячий садок

Діють:
- загальноосвітня школа
- дитячий садок

## Медицина
Працює амбулаторія загальної практики, сімейної медицини.

## Інфраструктура
В селі є:
- телефонна станція
- поштове відділення
- ощадкаса
- ветпункт
- аптека
- дільнична ветлікарня

## Культура
На території сільської ради діють:
- народний хоровий колектив
- зразковий танцювальний дитячий колектив (2000р)
- Манжеліївський естрадно-драматичний колектив «Медок» (з 1994р)
- Манжеліївська телестудія (з 1994 по 2003)
- бібліотека
- діюча православна церква Архангела Михаїла (відкрита 4 грудня 2000 року)
- футбольна команда (з 2009 року). Офіційний сайт ФК «Манжелія» [Архівовано 30 грудня 2018 у Wayback Machine.]

## Архітектурні, історичні та археологічні пам'ятки
- У 1993 році на місцевому кладовищі встановлено хрест в пам'ять жертв голодомору.
- На території «Сільгосптехніки» знаходиться пам'ятник трудової слави: автомобіль ГАЗ-ММ.
- На землях сільської ради знаходяться 2 групи курганів.
- Манжеліївський ботанічний заказник — місце зростання цінних рослин, ряд яких занесено до Червоної книги України. Площа 5 гектар.
- Навколо села численні зруйновані бекети-сторожові вишки, могила булгарського царя на перехресті двох доріг, вирізьблені сволоки козацьких хат
- Поблизу села понад річкою Манжелійкою виявлені ранньослов'янське поселення Черняхівської культури.

## Особистості
- В селі народився Чайка Олексій Омелянович — Герой Радянського Союзу.[5]
- У 20-х роках жив і працював у сусідніх з Манжелією селах Луці та Мануйлівці Остап Вишня, де влітку 1925 року написав усмішку «Ярмарок».
- Василенко Борис Михайлович — генерал
- Калениченко (Вахній) Нінель Павлівна — науковиця в галузі педагогіки, кандидат педагогічних наук.
- Кочубей Валентина Якимівна — науковий співробітник Донецького науково-дослідного інституту хімії
- Чорноволенко Олексій Гнатович — підполковник, кандидат військових наук

## Згадки у літературі
Остап Вишня «Вишневі усмішки» в оповіданнях «Дід Матвій», «Ярмарок» (в цих оповіданнях Манжелія згадується, як районний центр, описується ярмарок на якому присутні споживчі товариства колишніх сусідніх сіл).
Максим Христич «Мужні люди», (журнал «Полтава», 1957 р.)
Борис Загорулько «На семи вітрах», роман у якому повністю описується життя селян с. Манжелія (видавництво 1987 р.).

## Цікаві факти
- Протягом 1956–1963 рр. місцевими жителями на території села знайдено два зуби та гомілку ноги мамонта, а також наконечник стріли.[1]
- Остап Вишня ще за життя був надзвичайно популярний у манжелівців. У 1924 році письменнику-сатирику було надіслано в Київ «Випис з протоколу загальних зборів сіл Манжелії та Пісок», у якому говорилось:

|  | ...заслухавши читання фейлетонів письменника Остапа Вишні «Профос», «Земля обробітку потребує» і «Селотехніка», ухвалили надіслати привітальну телеграму Остапові Вишні від сірих і білих облич жінок-селянок за те, що він умів так гарно вникати в наше селянське життя. З пошаною до Вас 81 баба. |

Письменник відповів:
|  | Не маючи змоги особисто обійняти усіх 81-у дорогу для мене «бабу»—селянку за їхнє привітання, дозвольте це зробити за допомогою Вашої поважної газети... . Вісімдесят одне сердешне спасибі! Хай живуть усі українські баби–селянки!... |

І увічнив їх усіх у знаменитому «Ярмарку» (1926 р.).

## Галерея

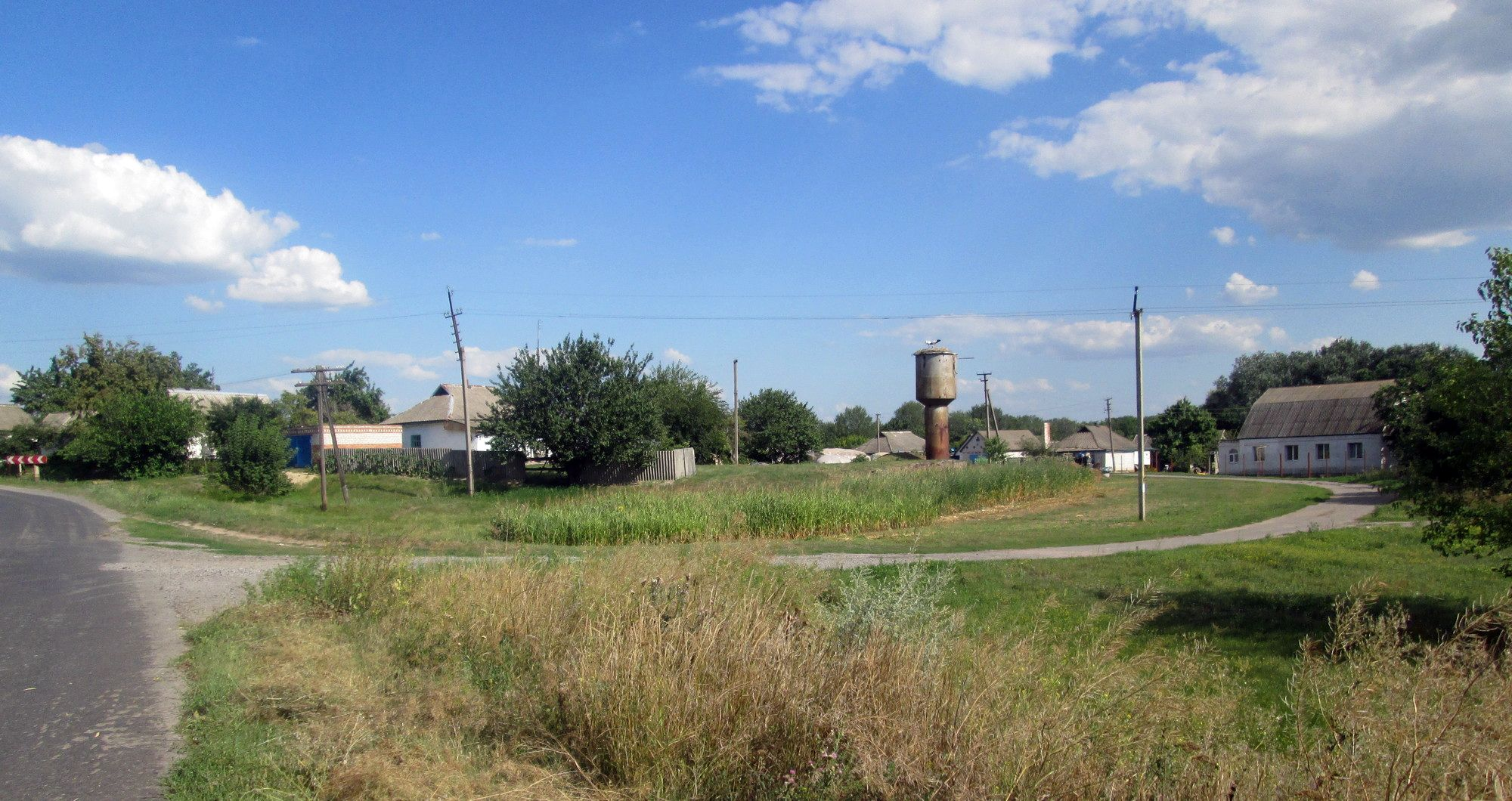
Прусівка
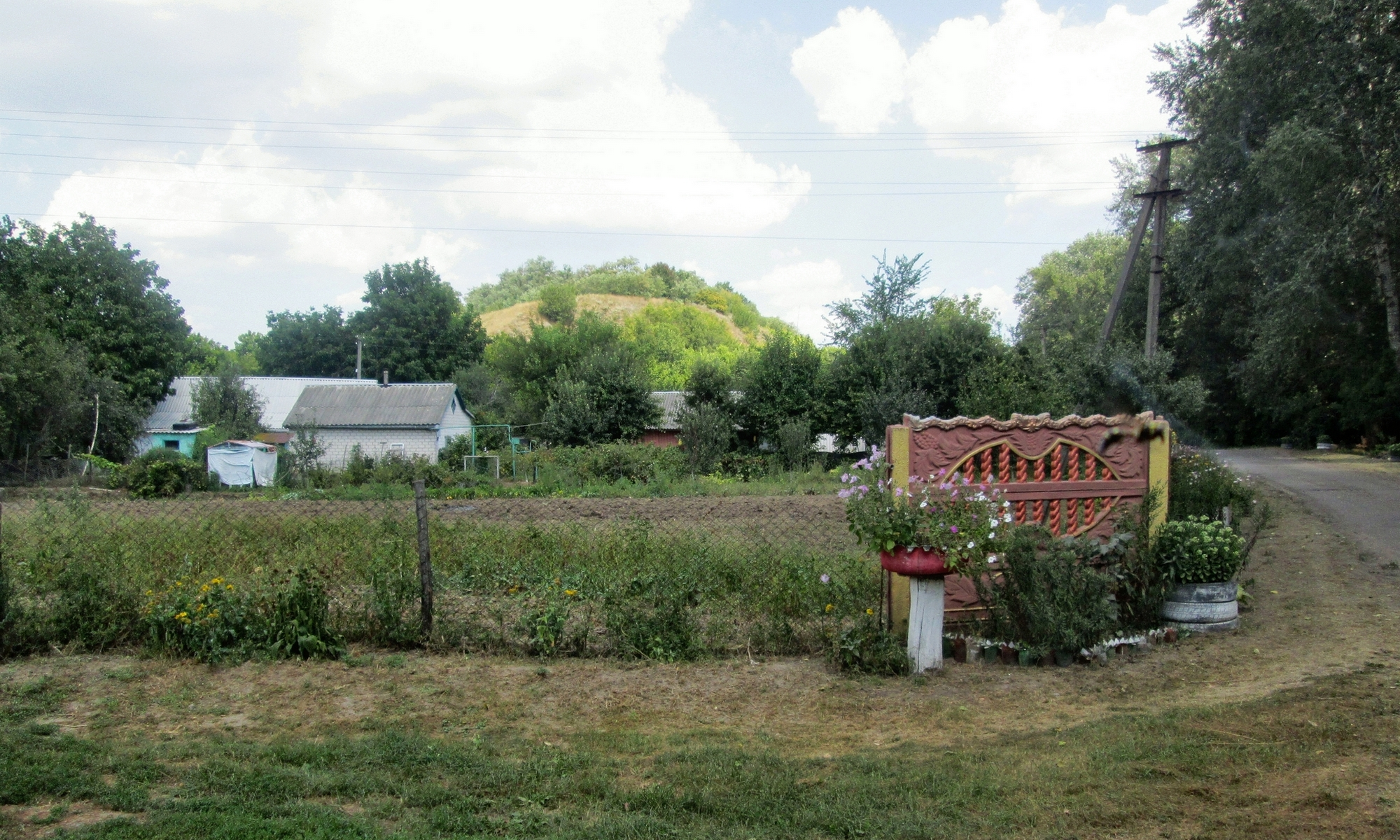
Луки. Вигляд на «Рудикову гору»
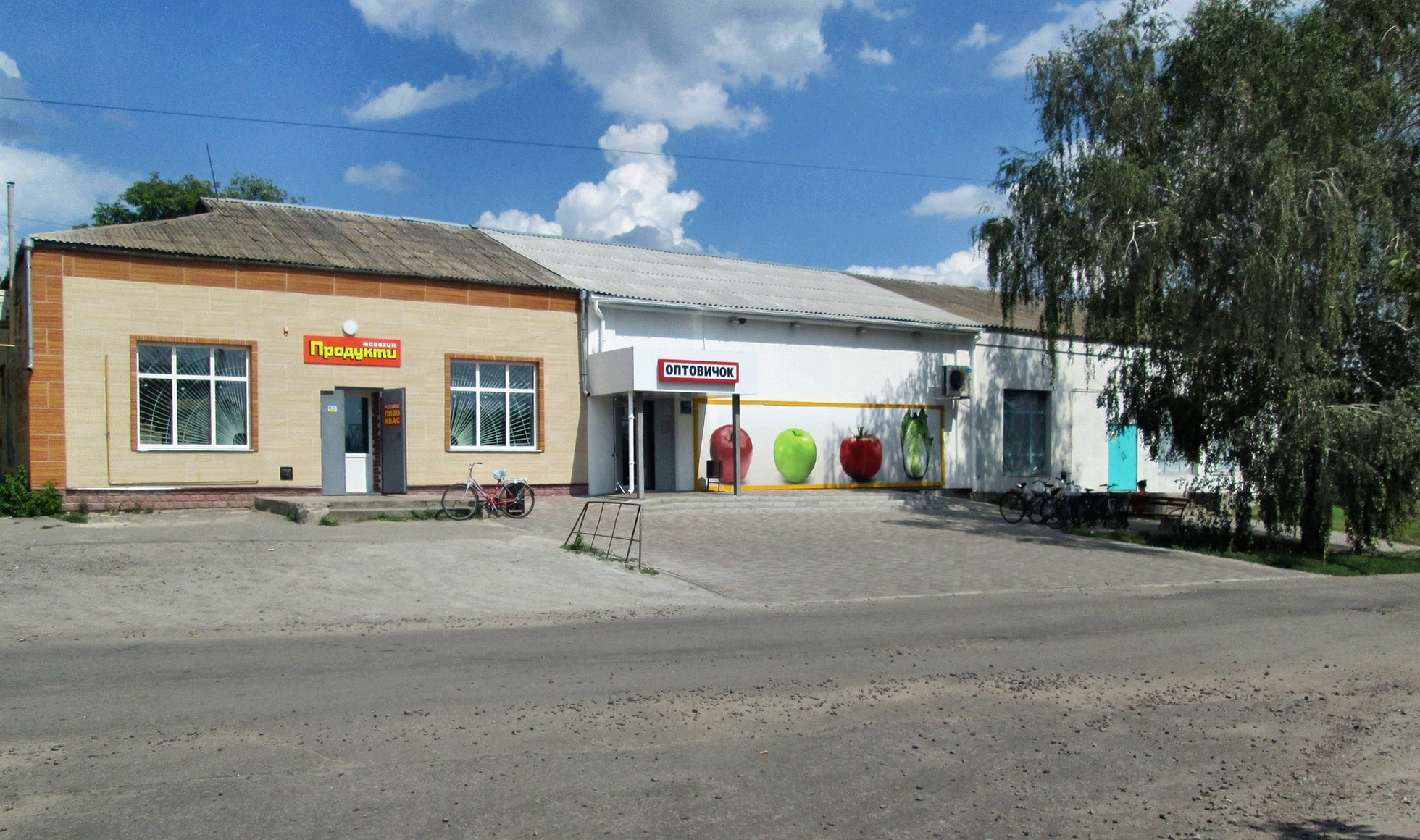
Центр села. Торговельні заклади
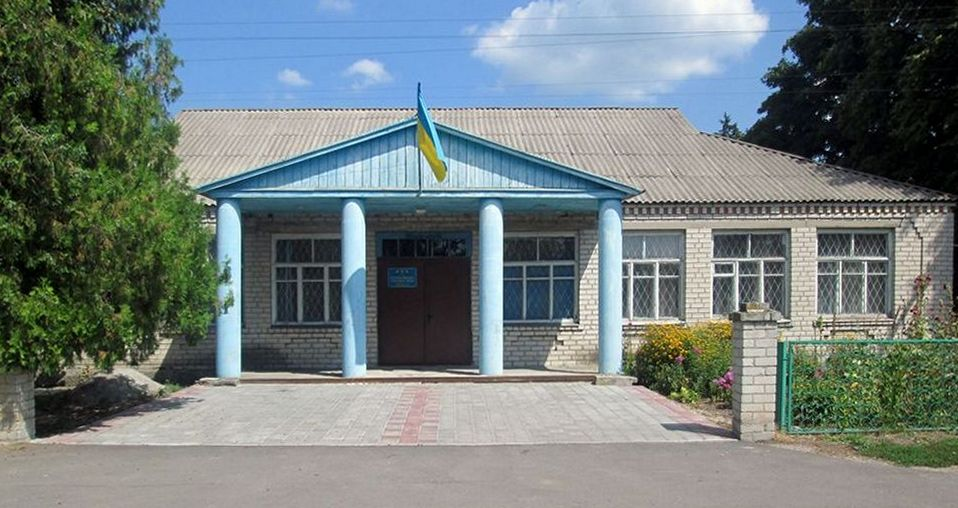
Сільська рада
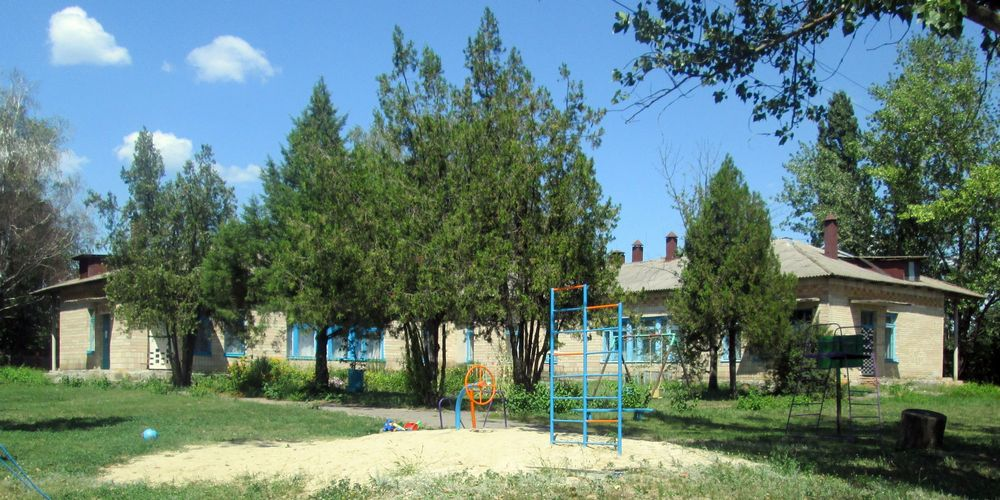
Дитячий садок
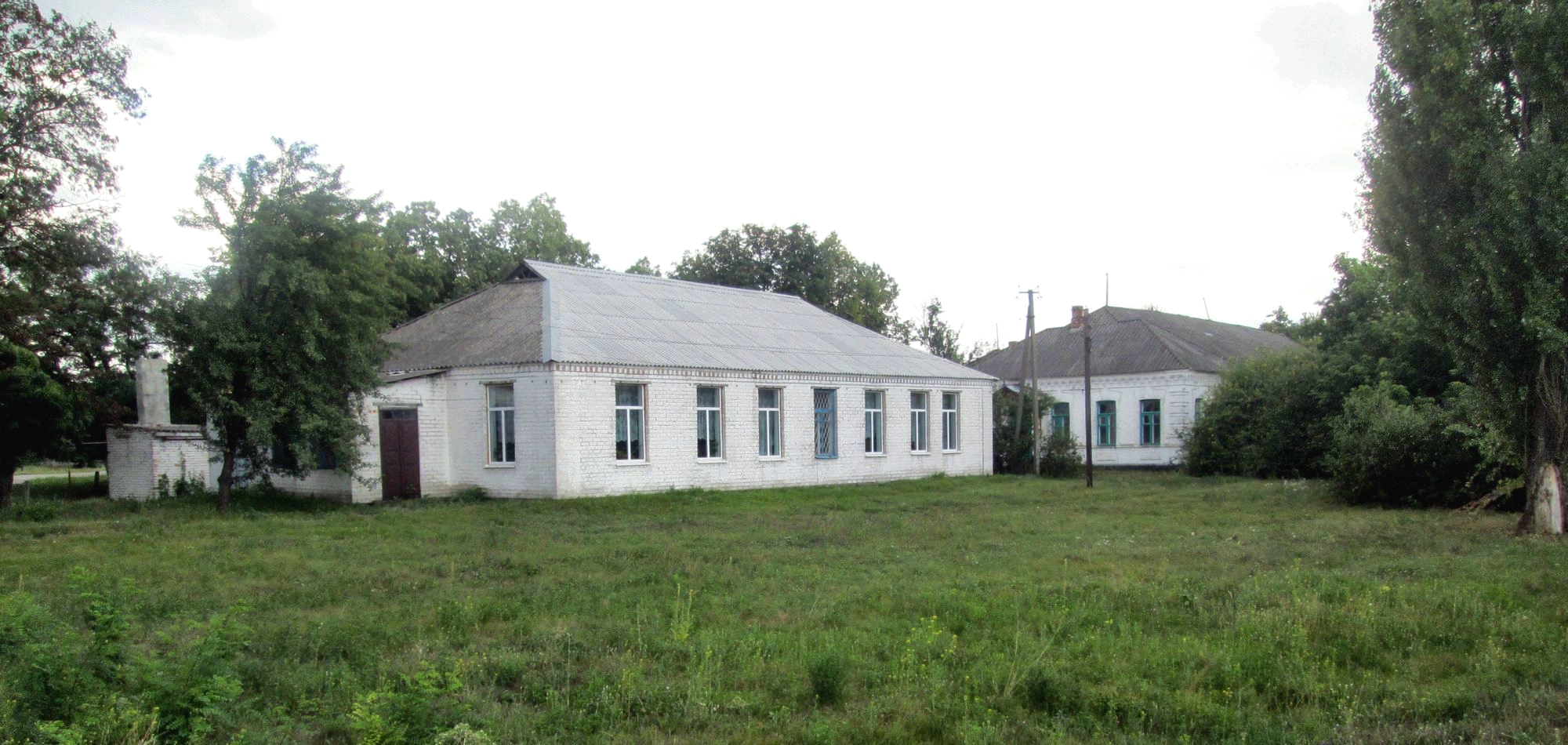
Амбулаторія
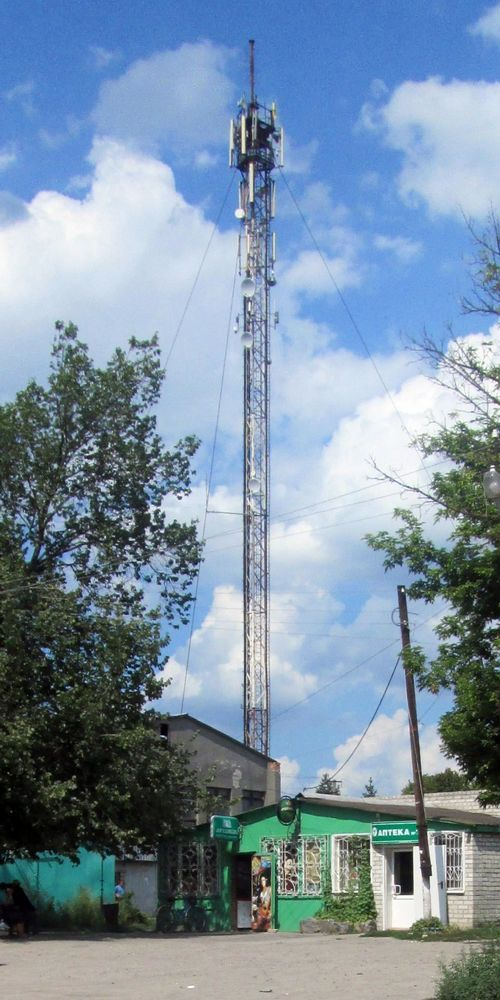
Телевежа в центрі села
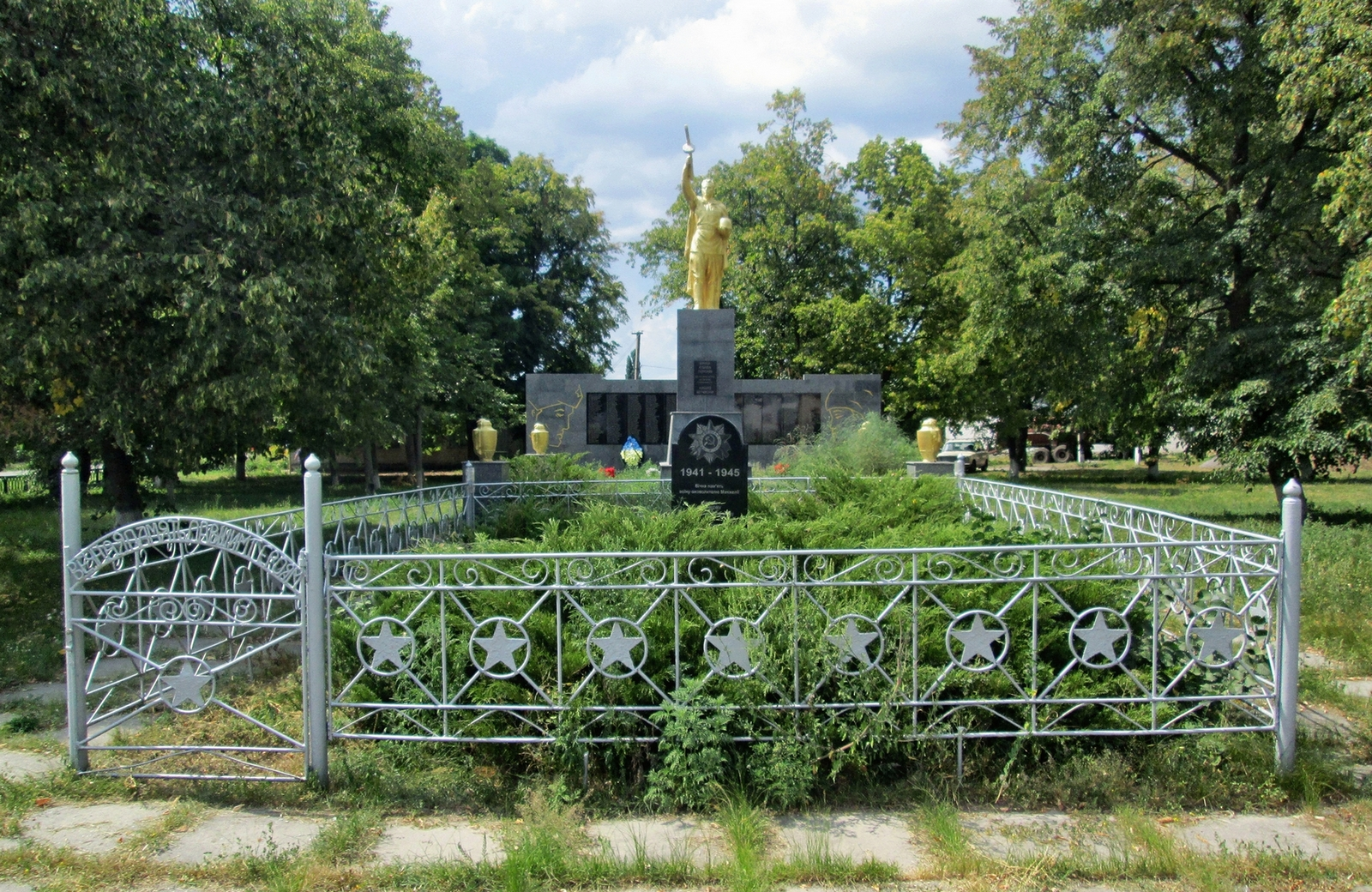
Меморіал загиблим односельцям в роки Другої світової війни
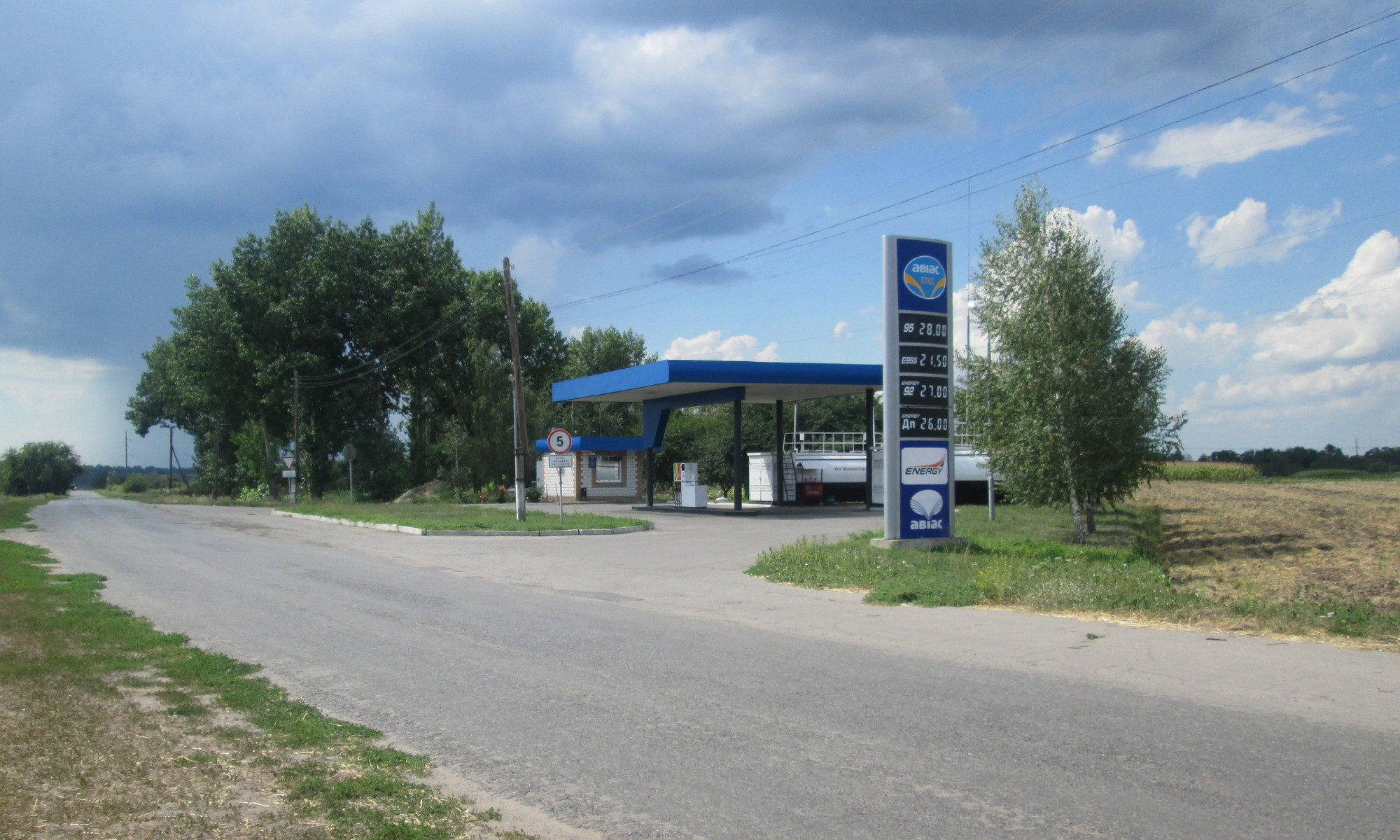
АЗС «Авіас»
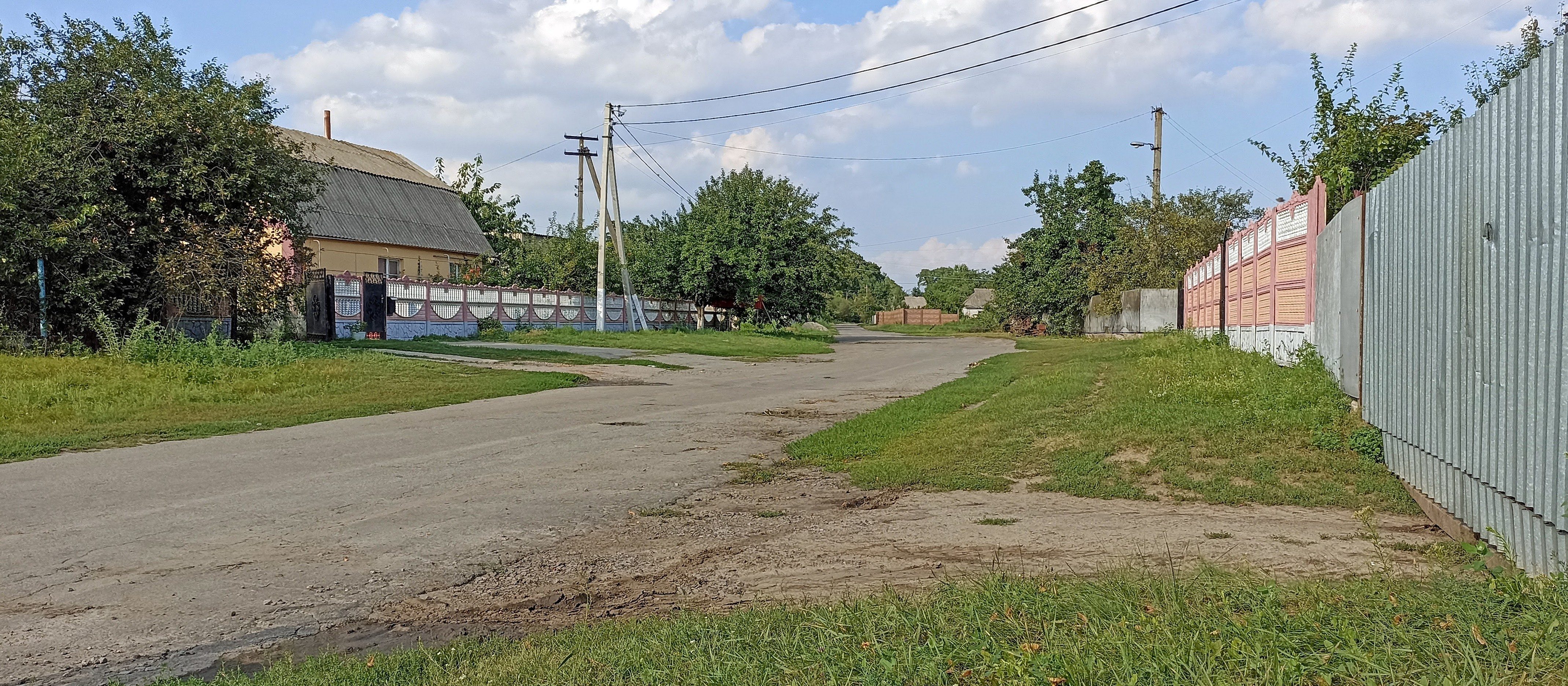
Вулиця Заярівська.